# Улица Таллинна
Улица Та́ллинна, также Таллинская улица (эст. Tallinna tänav) — улица в Таллине, столице Эстонии. 

## География
Пролегает в микрорайоне Рахумяэ городского района Нымме. Начинается от улицы Ууэристи, идёт с северо-востока на юго-запад параллельно Пярнускому шоссе и заканчивается тупиком.

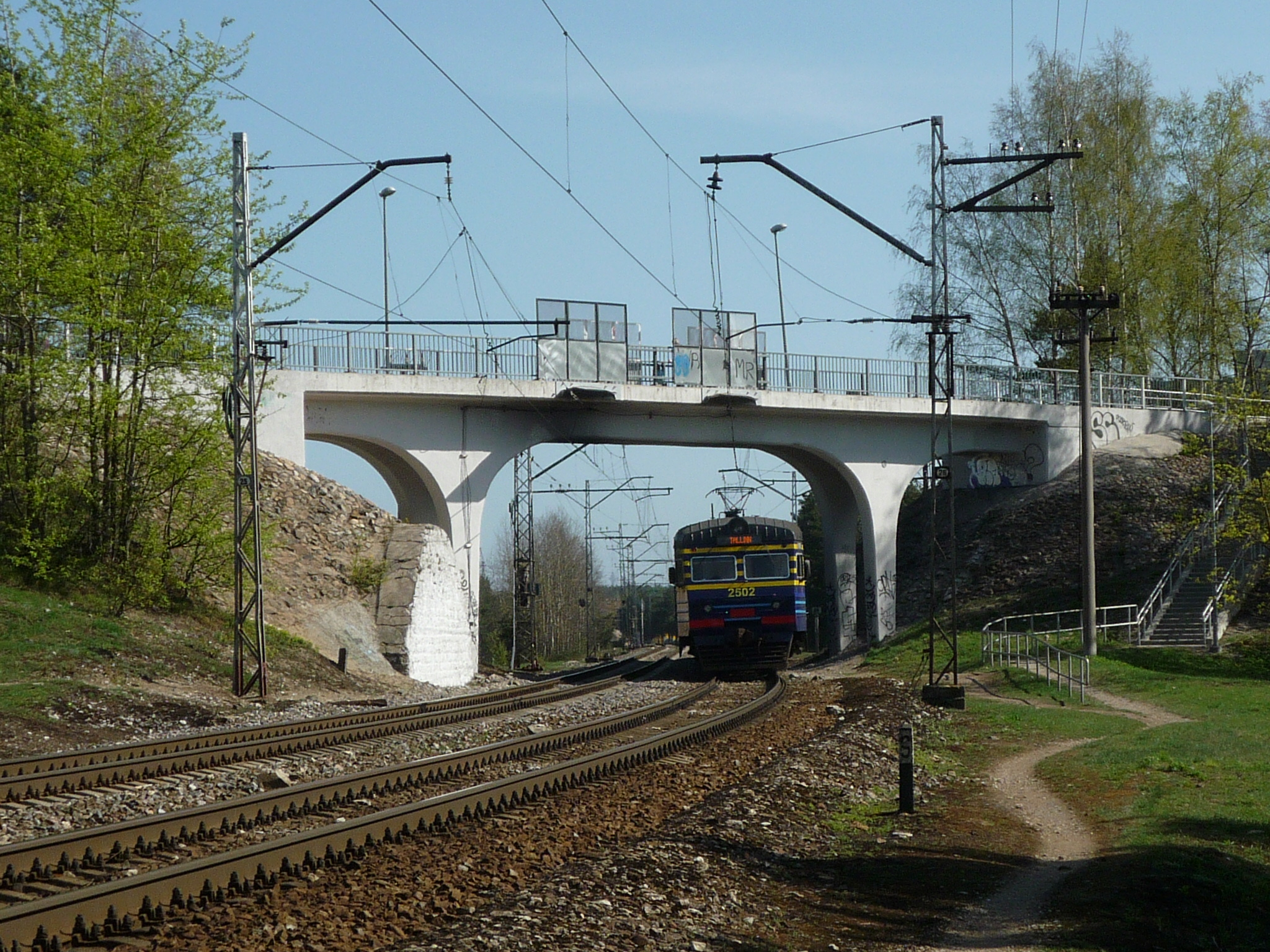
Виадук Рахумяэ

В непосредственной близости от улицы находится торговый центр «Ярве» (Järve Keskus), проходит железная дорога и расположен железнодорожный виадук (виадук Рахумяэ) — часть исторической Морской крепости Императора Петра Великого,  начала XX века.  
В советское время рядом с улицей работало крупное предприятие промышленности строительных материалов ПО «Силикат» (1767 работников по состоянию на 1 января 1979 года). 
Протяжённость улицы — 353 м.

## История
Улица получила своё название в 1937 году, когда район Нымме был самостоятельным городом. Название было дано по расположению улицы: она находилась недалеко от границы городов Таллин и Нымме. Была застроена малоэтажными частными жилыми домами.
В ходе мартовской бомбардировки 1944 года, когда мишенью советских самолётов стал поезд, стоявший на железнодорожных путях в нескольких сотнях метров от улицы, три дома на улице были разрушены и два сильно пострадали (в поезд бомбы не попали).
Жителями улицы Таллинна в своё время были эстонский академик, президент Академии наук Эстонии (1994‒2004) Юри Энгельбрехт, певец Йоэль Стейнфельд, актёр и режиссёр Яак Принтс, писатель Марат Гайнуллин.
В 2012 году на улице проживал 61 человек, и, по данным одного из эстонских сайтов недвижимости, построенный в 1955 году дом площадью 148,5 м2 был выставлен на продажу по цене 472 000 евро.